# Tanjung Terdana
Tanjung Terdana is een bestuurslaag in het regentschap Bengkulu Tengah van de provincie Bengkulu, Indonesië. Tanjung Terdana telt 779 inwoners (volkstelling 2010).